# Berno (stacja kolejowa)
Berno – stacja kolejowa w Bernie, w Szwajcarii.

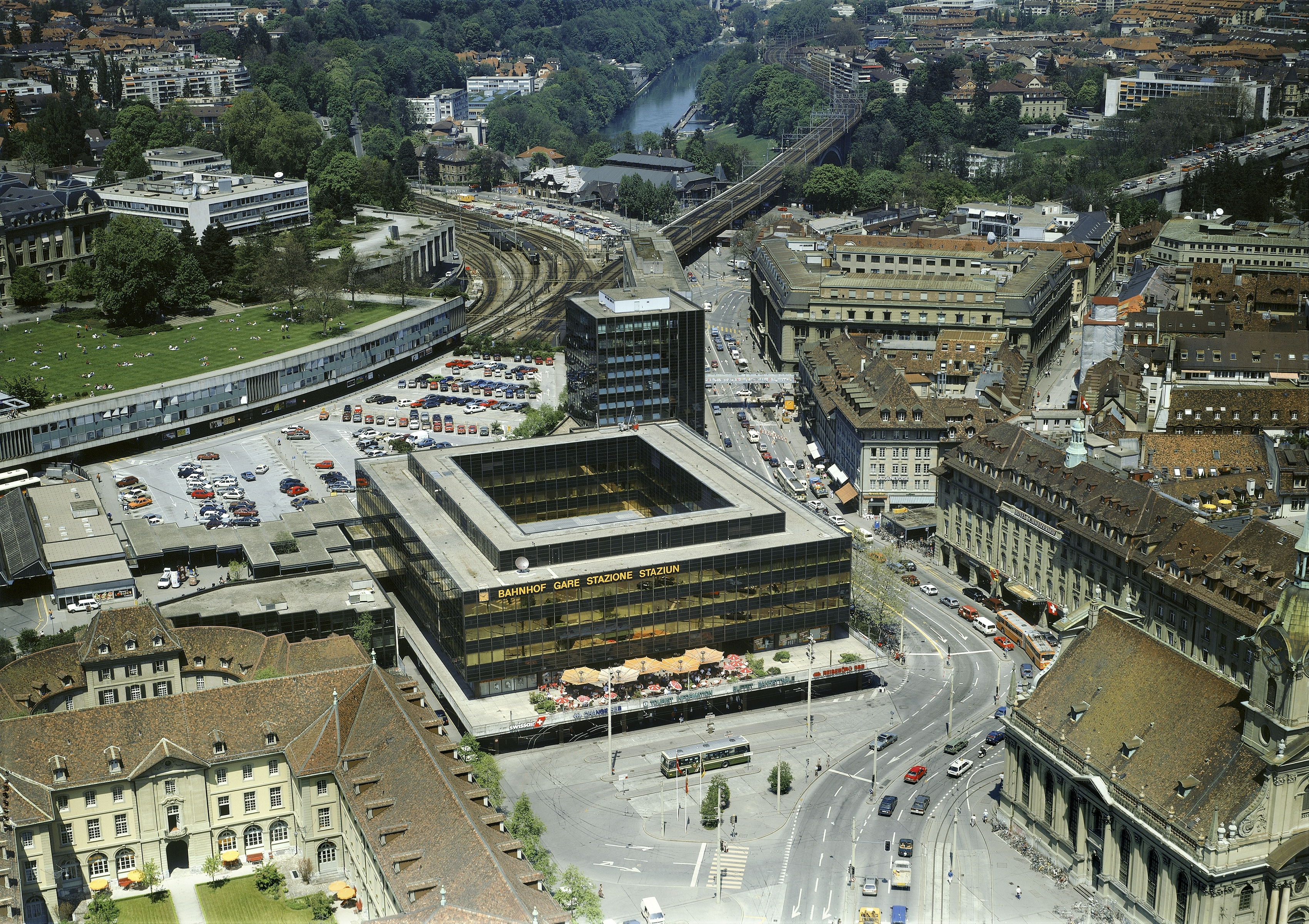
Dworzec kolejowy w Bernie zbudowano w 1974 r.

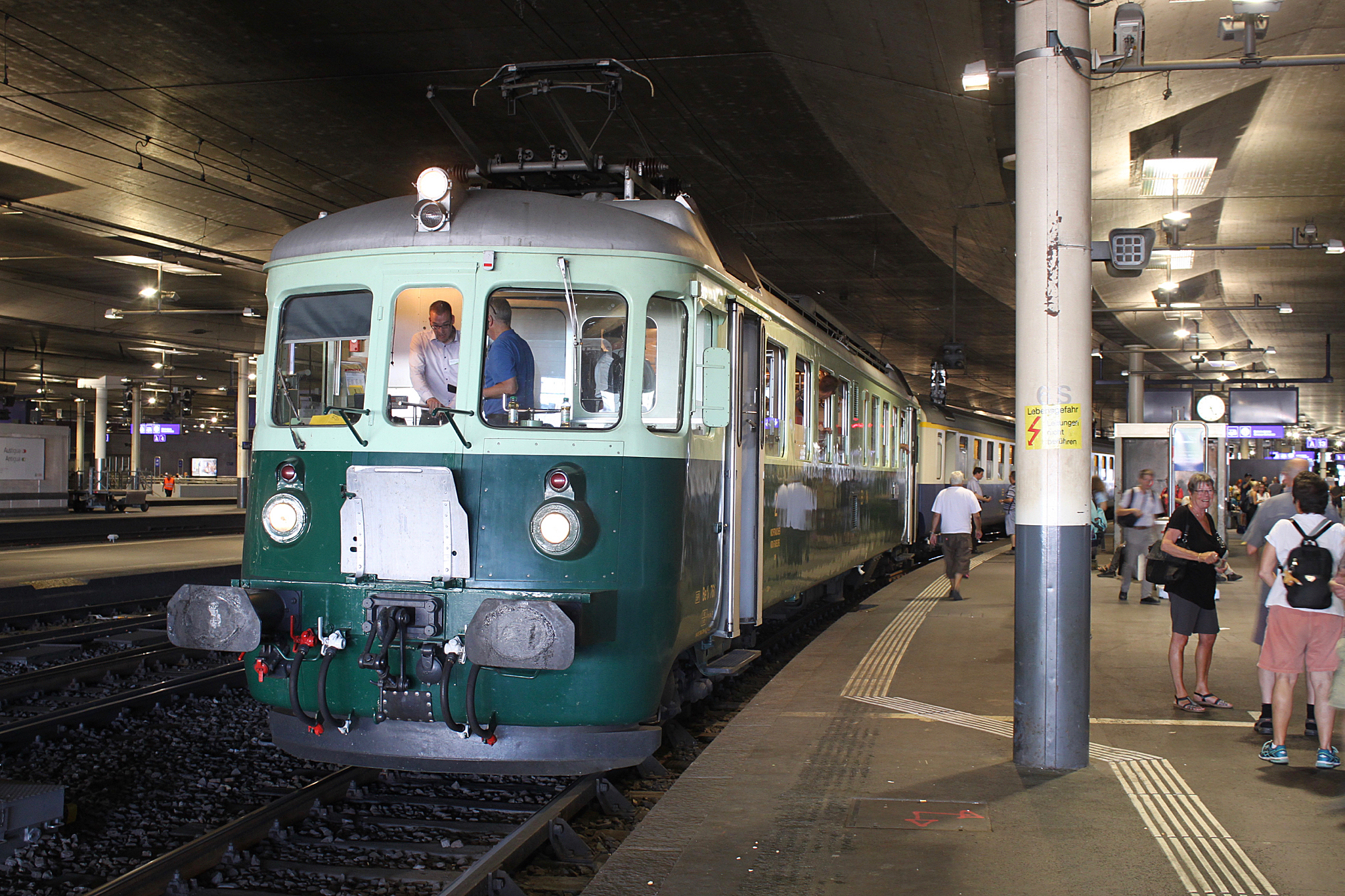
Podziemne perony